# Carlos Alberto Imery
Carlos Alberto Imery (18 de marzo de 1879 - 27 de julio de 1949) fue un destacado pintor y profesor de artes gráficas salvadoreño. Fue fundador y director de la Escuela Nacional de Artes Gráficas donde estudiaron grandes artistas como Carlos Cañas o José Mejía Vides. 

## Biografía
La familia de Carlos Imery era reconocida en la ciudad de San Salvador por el estudio fotográfico que mantenían en las cercanías de la Plaza Francisco Morazán. Desde pequeño comenzó a realizar copias de láminas con mucha habilidad, y al llegar a la secundaria inició el aprendizaje del dibujo y la pintura por recomendación de uno de sus profesores a su padre. 
Su primer maestro fue Marcelino Carballo y realizó su primera exposición en 1903 en el taller de Luissi y Ferracutti.
En el 16 de abril de 1903, la Asamblea Nacional Legislativa, por medio de los representantes Novoa, Paredes, Pinto y Estupinián, acordó una iniciativa para que Alberto Imery sea enviado a Roma para estudiar y perfeccionar su pintura y que sea costeado por el gobierno, asignándole 250 francos mensuales con la obligación puesta en Imery de que al regresar a El Salvador dirija una escuela de dibujo y pintura. El acuerdo legislativo fue enviado para el conocimiento del gobierno de Pedro José Escalón en el 28 de abril y fue aceptado por en el 10 de octubre. Para el próximo año de 1904 partió a Italia junto a Miguel Ortiz Villacorta donde estudió en el Real Instituto de Bellas Artes de Roma gracias a la beca concedida por el presidente.
Cuando regresó a El Salvador en 1911, tenía pensado divulgar su obra e iniciar una escuela, pero sus objetivos se retrasaron por falta de dinero, y tampoco tuvo éxito en la venta de sus cuadros. Pese a todo se dedicó a confeccionar carrozas para las fiestas agostinas y exhibía su obra en las vitrinas de ferreterías y almacenes. En el 14 de febrero de 1912, fue otorgado la posición ad-honorem de Conservador de los Monumentos públicos de la capital por el gobierno de Manuel Enrique Araujo. También recibió el apoyo del presidente para establecer una Escuela de Dibujo y Pintura en su propio hogar. Posteriormente el presidente Carlos Meléndez le dio  fundación formal con la promulgación del decreto del 15 de septiembre de 1913 en el que se creó la Escuela Nacional de Artes Gráficas, dirigida por el mismo Imery.
Dicha escuela enseñaba pintura, litografía, mecanografía, y tipografía, entre otros artes y oficios. En opinión de Camilo Minero, quien fue uno de sus alumnos, la enseñanza impartida en la institución era muy completa, y también el maestro Imery era una persona exigente con sus estudiantes. Para el crítico de arte Luis Retana, la escuela insertó «al país en la modernidad práctica», mientras que Jorge Cornejo asevera que la historia de la pintura salvadoreña inició, de hecho, con el magisterio de Imery.
Otros alumnos que pasaron por la escuela fueron Carlos Cañas, César Sermeño, Luis Alfredo Cáceres Madrid, Luis Ángel Salinas y José Mejía Vides, entre otros.
Aunque no era pintor prolífico, Carlos Imery dejó obras de temáticas locales como Maíz, Campesinos, Volcán de San Salvador, Muchacho de la máscara y La ceiba del cementerio. También fungió como conservador de monumentos nacionales; profesor de dibujo de la Escuela Politécnica Militar y  la Escuela Normal de Maestros; se desempeñó en la cátedra de dibujo, perspectiva y sombra en la Escuela de Ingeniería de la Universidad de El Salvador; y ostentó el cargo de director del Museo Nacional entre 1928 y 1930. Además, se mantuvo al frente de la Escuela de Artes Gráficas hasta su muerte.
Fueron sus padres Mercedes Peña y Benito Imery, y tuvo cinco hermanos. Contrajo matrimonio con Concepción Castro en 1915 con quien procreó tres hijos. Padeció de una enfermedad en los ojos que le obligó a dejar su carrera de pintor hasta 1920, aunque no dejó la docencia.